# Cornouaille (filme)
Cornouaille é um filme francês de 2012 dirigido por Anne Le Ny.

## Sinopse
Odile (Vanessa Paradis) acaba de herdar uma bela casa na Bretanha onde costumava passar as férias durante sua infância, deixada por uma tia que ela mal conhecia. Desejando aproveitar a oportunidade para começar de novo sua vida, Odile decide deixar Paris e se mudar para a Bretanha.  Lá, ela reencontra Loïc (Samuel Le Bihan), um amigo de infância, que fica muito feliz em revê-la. Gradualmente, Odile começa a sentir um mal-estar. Os dias vão passando e ela percebe que na verdade não se lembra de nada.

## Elenco
| Ator            | Papel                    |
| --------------- | ------------------------ |
| Vanessa Paradis | Odile Corret             |
| Samuel Le Bihan | Loïc Le Pavec            |
| Jonathan Zaccaï | Fabrice                  |
| Martin Jobert   | Erwan                    |
| Anne Le Ny      | A recepcionista do hotel |